# 安東·施陶斯
| 335 Roberta | 1892年9月1日 |

安東·施陶斯（德語：Anton Staus，1872年9月5日—1955年7月21日）是一名德國天文學家。
1892年，年輕的施陶斯在海德堡天文台發現了小行星335。這是第12顆利用攝影發現的小行星。

## 外部連結
- Obituary Anton Staus  Astronomische Gesellschaft, volume 9, page 5, 1958 (in German)